# Коеволюція (біологія)

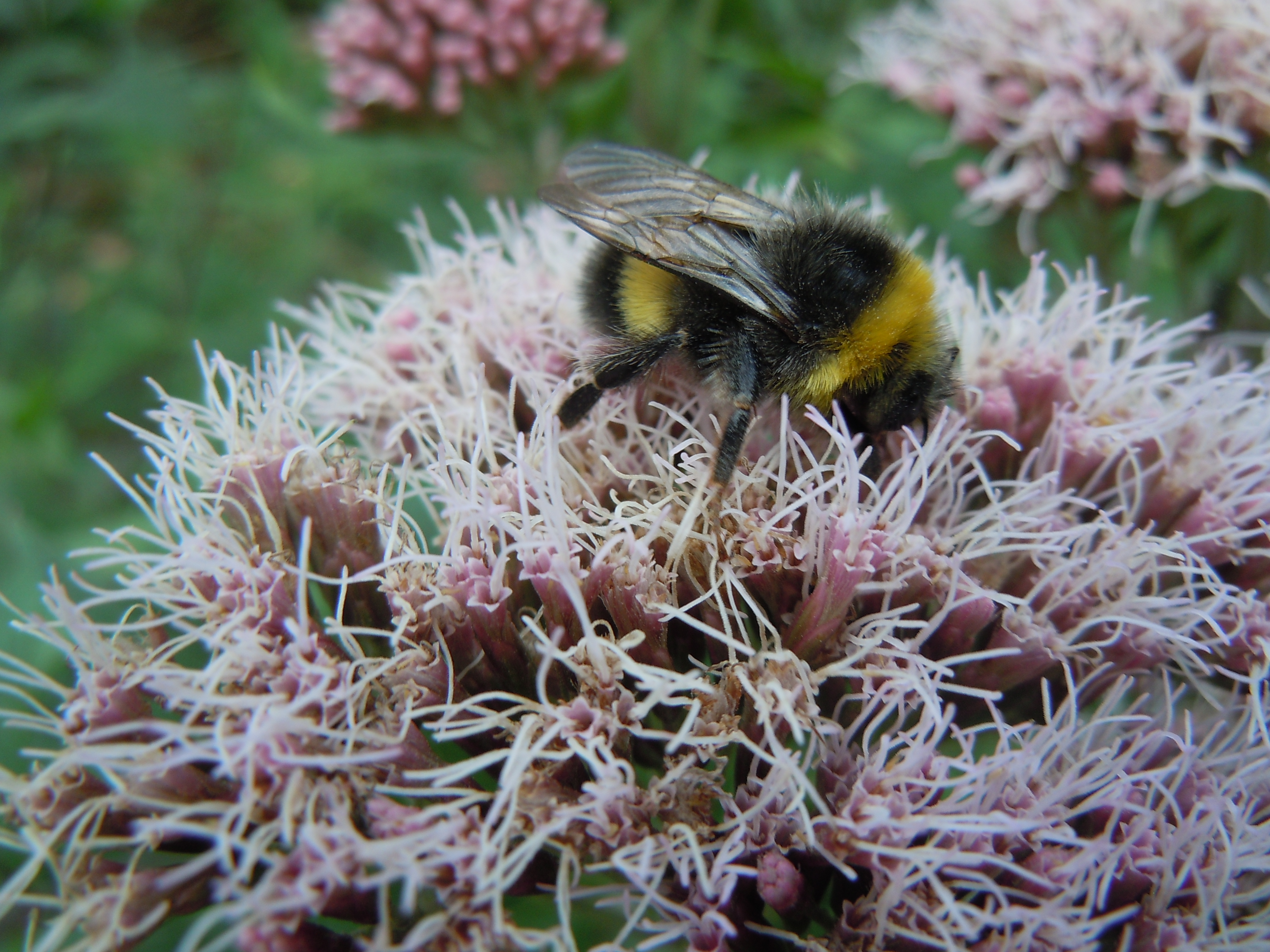
Джмелі та квіти, які вони запилюють, є прикладом коеволюції, оскільки стали залежними один від одного в процесі виживання.

Коеволю́ція (від лат. со- — з, разом та еволюція) — еволюційна взаємодія організмів різних видів, які не обмінюються генетичною інформацією, але тісно пов'язані біологічно.
Коеволюційні взаємовідносини пов'язують будь-який вид організмів з видами — найближчими його партнерами у біоценозі, наприклад, види рослин з рослиноїдними тваринами, які ними живляться, паразитів з хазяїнами тощо. Незважаючи на уявний антагонізм подібних пар видів, у процесі коеволюції складаються такі взаємовідносини, за яких види-партнери стають певною мірою взаємно необхідними. Наприклад, хижаки, вибраковуючи серед своїх жертв неповноцінні особини, стають важливими регуляторами їхньої чисельності. Результатом коеволюції є взаємна адаптація (коадаптація) двох видів, які забезпечують можливість їхнього співіснування та підвищення стійкості біоценозу як цілісної біологічної системи. 

## Коеволюція рослин та запилювачів
Найбільш повно вивчена коеволюція квіткових рослин та їхніх запилювачів (головним чином комах). Специфічна форма та забарвлення квітів, час квітування тощо, а також особливості будови та поведінки тварин забезпечують успішність пошуку пилку та нектару на квітах певного виду та їх запилення.

## Коеволюція хижаків та жертв
Іншим прикладом коеволюції є взаємовідносини у системі «хижак-жертва». Пристосування, які виробляють жертви для протидії хижакам, сприяють виробленню у хижаків механізмів подолання цих пристосувань. Тривале існування хижаків та жертв приводить до формування системи взаємодії, за якої обидві групи стійко співіснують на певній території. Порушення такої системи часто призводить до негативних екологічних наслідків.